# Giuseppe Maria Graniello
Giuseppe Maria Graniello (ur. 8 lutego 1834 w Neapolu, zm. 8 stycznia 1896 w Rzymie) – włoski duchowny katolicki, barnabita, kardynał, biskup tytularny Cezarei Pontyjskiej.

## Życiorys
6 czerwca 1857 w Rzymie przyjął święcenia kapłańskie. W latach 1877–1891 był prokuratorem generalnym zakonu Barnabitów. Od 8 stycznia 1892 do śmierci sprawował urząd sekretarza Świętej Kongregacji ds. Biskupów i Zakonników. 29 marca 1892 został wybrany biskupem tytularnym Cezarei Pontyjskiej. Sakrę otrzymał 3 kwietnia 1892 w Rzymie z rąk kardynała Raffaele Monaco La Valletty (współkonsekratorami byli arcybiskupi Vincenzo Leone Sallua i Francesco di Paola Cassetta). 12 czerwca 1893 Leon XIII wyniósł go do godności kardynalskiej, a 15 czerwca 1893 nadał mu tytuł kardynała prezbitera Santi Quirico e Giulitta.